# Íllora
Íllora és un municipi situat en la part oriental de la comarca de Loja (província de Granada). Aquesta localitat limita amb els municipis granadins de Moclín, Pinos Puente, Valderrubio, Moraleda de Zafayona, Villanueva Mesía, i Montefrío, i amb el municipi jiennenc d'Alcalá la Real.
L'ajuntament ilurquenc està format pels nuclis d'Íllora, Alomartes, Tocón, Escóznar, Obéilar –també coneguda com L'Estació d'Íllora– i Brácana. La principal font d'ingressos és l'economia rural, especialment l'olivera. Té en el centre del poble, a la part alta d'una penya, les ruïnes d'un antic castell àrab, encara que d'ell tot just es conserven algunes restes de la muralla.

## Cultura

### Festivals
El festival més important que se celebra en el municipi és el Parapanda Folk. Està declarat Festival Turístic Nacional. Té lloc durant l'última setmana de juliol, en Íllora i en ell actuen grups de música ètnica tant nacionals com internacionals. Aquesta activitat és considerada de gran rellevància cultural.

## Gastronomia
A la cuina tradicional d'Íllora és important destacar els mètodes de conserva tradicional dels aliments que ha arribat fins als nostres dies. El manteniment de les carns i dels embotits en oli d'oliva són la base dels principals guisats d'aquesta gastronomia. Aquests productes són: el llom d'orsa –plat típic de Granada i de Castella-la Manxa–, el xoriço i salchichón en oli i els chicharrones. Altres plats típics són: els espàrrecs en miguilla, el choto amb alls i les gachas de most.